# Hypocacculus eremobius
Hypocacculus eremobius är en skalbaggsart som beskrevs av Reichardt 1932. Hypocacculus eremobius ingår i släktet Hypocacculus och familjen stumpbaggar. Inga underarter finns listade i Catalogue of Life.